# Bierfassen
Bierfassen bezeichnet die Abholung von Jungbier aus fränkischen und thüringischen Kleinbrauereien. Das Bier wird in  eigene Fässer abgefüllt und muss noch einige Wochen zu Hause oder im Keller nachreifen. Es entsteht ein breites Spektrum von Geschmacksvarianten eines ursprünglich gleichen Bieres, da Lagerbedingungen und Hausrezepte unterschiedlich sind.